# Obdulio Trasante
Obdulio Trasante (Juan Lacaze, Colonia, Uruguay, 20 de abril de 1960) es un exfutbolista uruguayo que jugaba de defensa. 

## Selección nacional
Ha sido internacional con la selección de fútbol de Uruguay en 5 partidos entre 1987 y 1988. Representó a su país en la Copa América de 1987.

### Participaciones en Copa América
| Copa América      | Sede      | Resultado |
| ----------------- | --------- | --------- |
| Copa América 1987 | Argentina | Campeón   |

## Clubes
| Club            | País      | Año       |
| --------------- | --------- | --------- |
| Central Español | Uruguay   | 1980-1984 |
| Peñarol         | Uruguay   | 1985-1987 |
| Gremio          | Brasil    | 1988-1989 |
| Deportivo Cali  | Colombia  | 1989-1990 |
| Central Español | Uruguay   | 1990-1992 |
| Progreso        | Uruguay   | 1993      |
| Alvarado        | Argentina | 1994      |

## Palmarés

### Campeonatos nacionales
| Título                  | Club            | País    | Año  |
| ----------------------- | --------------- | ------- | ---- |
| Campeonato Uruguayo (1) | Central Español | Uruguay | 1984 |
| Campeonato Uruguayo (2) | Peñarol         | Uruguay | 1985 |
| Campeonato Uruguayo (3) | Peñarol         | Uruguay | 1986 |

### Torneos internacionales
| Título            | Club    | Sede      | Año  |
| ----------------- | ------- | --------- | ---- |
| Copa América      | Uruguay | Argentina | 1987 |
| Copa Libertadores | Peñarol | Chile     | 1987 |

Otros logros:
- Subcampeón de la Copa Intercontinental 1987 con Peñarol.

- Datos: Q457507